# Melvyn Richardson
Melvyn Michel Pierre Richardson (ur. 31 stycznia 1997 r. w Marsylii) – francuski piłkarz ręczny, reprezentant kraju, grający na pozycji prawego rozgrywającego. Od 1 lipca 2025 roku będzie zawodnikiem Wisła Płock.

## Sukcesy

### Reprezentacyjne
Igrzyska olimpijskie:
- Tokio 2020

Mistrzostwa świata:
- (Polska/Szwecja 2023)
- Niemcy/Dania 2019

Mistrzostwa świata U-19:
- Rosja 2015

Mistrzostwa Europy U-18:
- Polska 2014

### Klubowe
Liga Mistrzów:
- 2018

Mistrzostwa Francji:
- 2018

## Nagrody indywidualne
- Najlepszy środkowy rozgrywający Mistrzostw Europy U-18 2014
- Najlepszy środkowy rozgrywający Mistrzostw Świata U-19 2015

## Odznaczenia
- Chevalier Orderu Legii Honorowej – 2021[2]